# غار چرخو
غار چرخو مربوط به دوره نوسنگی است و در شهرستان مرودشت، بخش درودزن، روستای جشنیان واقع شده و این اثر در تاریخ ۲ آبان ۱۳۸۲ با شمارهٔ ثبت ۱۰۵۲۹ به‌عنوان یکی از آثار ملی ایران به ثبت رسیده است.